# 蒙彼利埃大學
蒙彼利埃大學 (法語：Université de Montpellier) 成立于1289年，是世界上最古老的大学之一，大学地位由教皇尼古拉四世授予。校园位于法国南部奥克西塔尼大区埃罗省省会蒙彼利埃。20世纪60年代末大学一分为三：
蒙彼利埃第一大学（Université Montpellier 1）：主要由医学院、法学院、经济管理学院组成
蒙彼利埃第二大学（Université Montpellier 2）：主要由理工学院组成
蒙彼利埃第三大学（Université Paul-Valéry Montpellier 3）：主要由人文与社会科学学院组成
三所大学同为欧洲顶尖大学联盟科英布拉集团成员。一大与二大在2015年完成合并，三大没有并入，统称蒙彼利埃大学（Université Montpellier）。

## 国际排名

### QS世界大学排名
QS Ranking 2021 (QS World University Rankings)  521-530

### 上海交通大学世界大学学术排名（ARWU）
在2019年上海交大发布的世界大学学术排名，蒙彼利埃大学的世界综合排名在151-200名。  
2019软科世界一流学科排名，蒙彼利埃大学生态学排名世界第1   ，农业学世界排名42  ，基础医学 101-150名   ，生物学 101-150名  ，食品科学 101-150名  ，化学 101-150名   ，海洋科学 101-150名  。
另外蒙彼利埃大学进入世界一流学科前500名的学科  ，
药学 151-200名
地理学 151-200名
能源科学 151-200名
化学工程 151-200名
材料科学 151-200名
医学技术 201-300名
临床医学 201-300名
环境科学 201-300名
大气科学 201-300名
纳米技术 201-300名
卫生学 301-400名
计算机科学 301-400名
数学 301-400名
物理学 301-400名
管理学 301-400名
心理学 301-400名
电子电力工程 401-500名
经济学 401-500名

### 路透社世界最具创新力大学排名
路透社发布的全球最具创新力大学前100强榜单，2019年蒙彼利埃大学排名世界第44，法国排名第1。 [13] 
该排行榜通过在推进科学、发明新技术、推动新市场和产业发展方面发挥最大作用的100家教育机构。与其他通常部分或完全基于主观调查的排名不同，路透社完全依赖于专利申请和研究出版物引用等经验数据。

### 《泰晤士报高等教育》世界最佳大学排行榜
2019年大学影响力排名
泰晤士报高等教育大学影响排名（University Impact Ranking）是唯一一个根据联合国可持续发展目标评估全球大学的绩效表,使用经过仔细校准的指标，在研究、外展和管理三个广泛领域提供全面和平衡的比较。蒙彼利埃大学排名201-300. [18] 

### 台湾大学排名(NTU ranking)
蒙彼利埃大学（University of Montpellier）在2019年排名中，全球排名第189，法国排名第7。 [19] 

每年台湾大学（NTU）都会根据科学出版物的表现，公布800多所大学的世界排名。

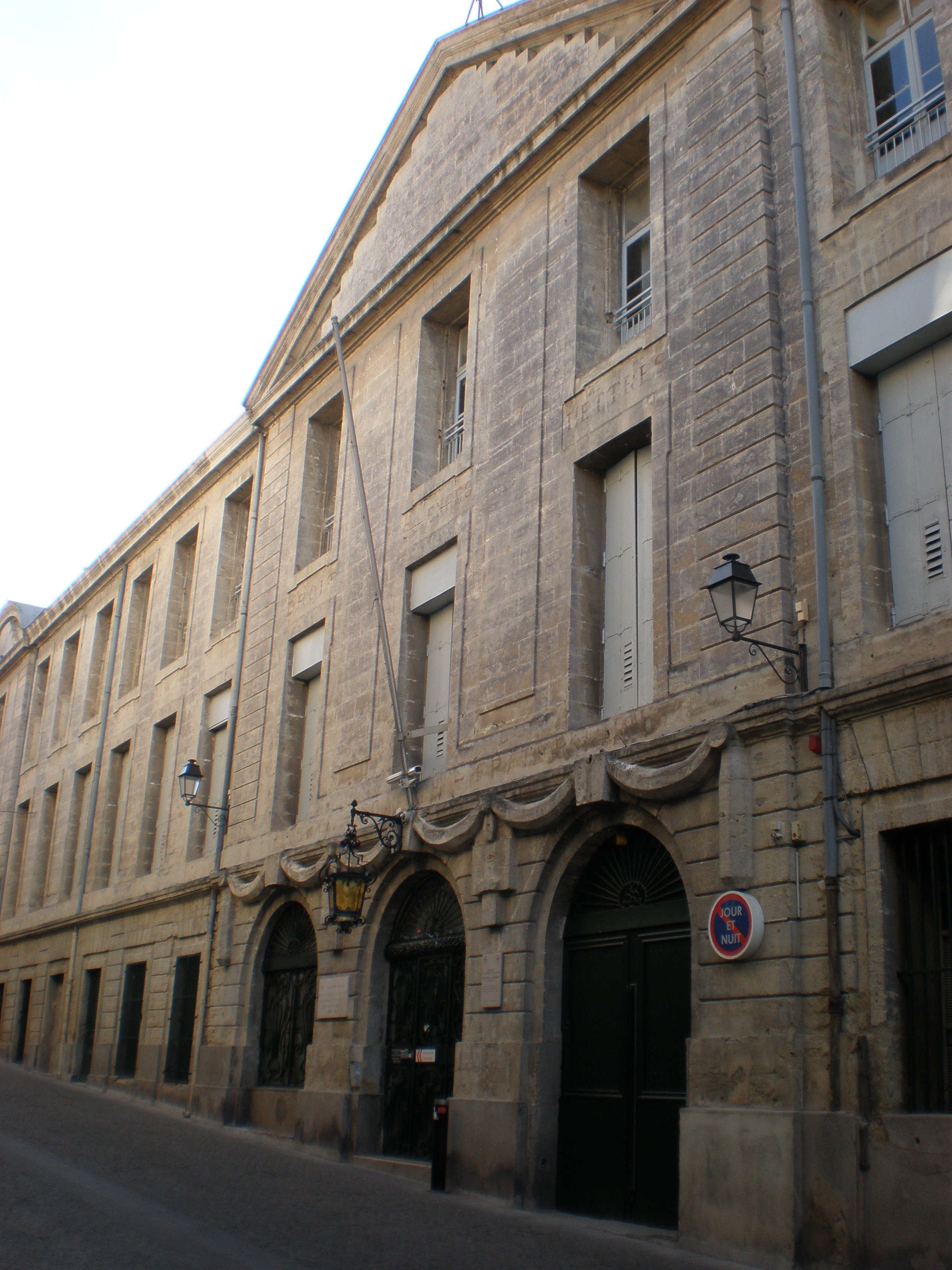
1890年至1960年的大学总部

## 友好学校
- 海德堡大学
- 巴塞罗那大学
- 舍布鲁克大学（英语：Université de Sherbrooke）
- 哈瓦那大学

## 著名校友
- 彼特拉克
- 诺斯特拉达姆士
- 拉伯雷
- 康拉德·格斯纳
- 雅克·居里
- 保罗·瓦勒里
- 恩维尔·霍查
- 乔森潘
- 雷纳·格鲁塞
- 亚历山大·格罗滕迪克
- 周太玄
- 熊庆来
- 阿里埃爾·亨利

## 外部参考
- 蒙彼利埃一大 （页面存档备份，存于）
- 蒙彼利埃三大 （页面存档备份，存于）
- 科英布拉集团 （页面存档备份，存于）
- （页面存档备份，存于） QS 世界大学排名
- 软科世界一流学科排名2019-生态学 （页面存档备份，存于）  ．
- 软科世界一流学科排名2019-农学 （页面存档备份，存于）
- 软科世界一流学科排名2019-基础医学 （页面存档备份，存于）
- 软科世界一流学科排名2019-生物学 （页面存档备份，存于）
- 软科世界一流学科排名2019-食品科学与工程 （页面存档备份，存于）
- 软科世界一流学科排名2019-化学 （页面存档备份，存于）
- 软科世界一流学科排名2019-海洋科学 （页面存档备份，存于）
- 软科世界一流学科排名 （页面存档备份，存于）
- The World's Most Innovative Universities 2019 （页面存档备份，存于）  ．路透社[引用日期2019-11-25]
- University Impact Rankings 2019  ．泰晤士高等教育[引用日期2019-11-25]
- NTU World University Rankings （页面存档备份，存于）  ．台湾大学排名[引用日期2019-11-25]